# Henry Louis Le Chatelier
Henry Louis Le Chatelier (Pariz, 8. listopada 1850. – Miribel-les-Èchelles, 17. rujna 1936.), francuski kemičar kasnog 19. i ranog 20. stoljeća. Najpoznatiji je po otkrivanju kemijskog načela zvanog Le Chatelierovo načelo dinamičkog ekvilibrija, Le Chatelierov princip ili princip najmanjeg nasilja.

## Djetinjstvo i mladost
Majka mu je bila Talijanka Louise Durand, a otac francuski inženjer Louis Le Chatelier. Otac je bio vrlo utjecajan član francuske industrije i jedan od osnivača aluminijske metalurgije u Francuskoj. Kao obrazovan čovjek, imao je velik utjecaj na obrazovanje i karijeru svog najstarijeg sina. Imao je mlađu sestru Marie i četiri mlađa brata: Louisa, Alfreda, Georgea i Andrea. Kao dijete, pohađao je Collége Rollin u Parizu, a s 19 godina upisao je École polytechnique, gdje je, kao i njegov otac, učio za inženjera.

## Karijera
Iako je studirao inženjering i usprkos velikom zanimanju za industrijske probleme, Le Chatelier se ipak odlučio za predavanje kemije. 1887. dobio je posao kao predstojnik Zavoda za opću kemiju Ěcole des Mines u Parizu. Naslijedio je Schützenbergera na Collegé de France. Predavao je i na Sorbonni.
Objasnio je jedno od najvažnijih načela opće kemije (Le Chateliereov princip), bavio se topljivosti soli u vodi, a bavio se i industrijskim pitanjima. Bio je jedan od suosnivača jednog časopisa o metalurgiji.

## Privatni život
Oženio se Geniévre Nicolas, dugogodišnjom prijateljicom obitelji i sestrom četvorice njegovih kolega. Imali su sedmero djece, četiri kćeri i tri sina. Nažalost, dvoje djece umrlo je još za njegova života.